# Alberto Ablondi
Alberto Ablondi (ur. 18 grudnia 1924 w Mediolanie, zm. 21 sierpnia 2010 w Livorno) – włoski duchowny rzymskokatolicki, w latach 1970-2000 biskup Livorno.

## Życiorys
Urodził się 18 grudnia 1924 w Mediolanie.
Święcenia kapłańskie otrzymał 31 maja 1947 i został inkardynowny do diecezji Ventimiglia. 9 sierpnia 1966 został mianowany biskupem pomocniczym Livorno. Sakrę przyjął 1 października 1966 z rąk arcybiskupa Felicissimo Stefano Tinivella. 4 lata później otrzymał prawo następstwa stając się biskupem koadiutorem. Katedrę objął 26 września 1970 po śmierci swojego poprzednika biskupa Emilio Guano. 9 grudnia 2000 przeszedł na emeryturę. Zmarł 21 sierpnia 2010 w wieku 85 lat. Był jednym z włoskich biskupów, którzy w 1978 byli gotowi zostać zakładnikami w zamian za uwolnienie Sługi Bożego Alda Moro.